# Lucjan Lipiński
Lucjan Lipiński (ur. 1840 we Lwowie, zm. 1922 w Krakowie) – doktor praw, notariusz, budowniczy sądeckiej "Sokolni" i nowego ratusza, współzałożyciel i pierwszy prezes gniazda Towarzystwa Gimnastycznego "Sokół" w Nowym Sączu, burmistrz Nowego Sącza w latach 1894 – 1899. 

## Życiorys
Lucjan Lipiński urodził się w 1840 r. we Lwowie w rodzinie Mikołaja, profesora filozofii Uniwersytetu Lwowskiego i Ludwiki z Tarsińskich, wywodzącej się ze Starego Sącza. 
Lucjan Lipiński zamieszkał w Nowym Sączu w latach 70 XIX w. otwierając kanceralię notarialną, którą prowadził przez ponad 30 lat (1874 - 1907). Należał do współzałożycieli Towarzystwa Gimnastycznego "Sokół", które uwiło sobie gniazdo nad Dunajcem i Kamienicą 25 maja 1887 r. Osobiście opracował sokoli statut. Zasługą Lucjana Lipińskiego jest to, że Nowy Sącz - obok Lwowa i Krakowa - śmiało można uznać za stolicę sokolstwa polskiego. Był pierwszym prezesem organizacji, która skupiła grono najwybitniejszych i najbardziej światłych obywateli miasta. W szybkim tempie doprowadził do wybudowania własnej siedziby - budynku "Sokoła". Budynek sądeckiego "Sokoła"mieści się przy ul. Długosza 3. Prace rozpoczęto w czerwcu 1892 r., a zakończono tuż przed 8 listopada 1892 r. Lipiński na ten cel sam zaciągną pożyczkę wekslową w wysokości 4 tys. florenów. Wkrótce w murach "Sokolni" skupiła się znaczna część życia kulturalnego miasta i regionu. Odbywały się tu koncerty, przedstawienia teatralne, spotkania towarzyskie, wieczornice, kiermasze, zabawy taneczne.Tu działał słynny chór Lunia, biblioteka, czytelnia. Z biegiem lat dobudowano kręgielnię i strzelnicę. 
Wybrany na burmistrza 6 grudnia 1894 r. jako następca zmarłego Karola Slavika, który zmarł wskutek ran po pożarze ratusza. Jego głównym zadaniem jako burmistrza była odbudowa miasta po wielkim pożarze - ucierpiał w nim również ratusz. Początkowo po odbudowie miał być mniejszy jednak Lipiński pozyskał większość w głosowaniu 20 do 13, dzięki czemu na sądeckim rynku staną nowy ratusz w stylu eklektycznym, według projektu Jana Perosia, który jest do dziś najbardziej rozpoznawalną wizytówką miasta. W 1898 r. ekipa Lipińskiego zbudowała w sąsiedztwie "Sokoła" szkołę, która otrzymała im. Adama Mickiewicza i była pierwszą wzniesioną od podstaw placówką oświatową w Nowym Sączu. Z osobistej inicjatywy burmistrza  rzeźbiarz Stanisław Wójcik przyozdobił gmach popiersiami wybitnych polaków. Kończąc kadencję zostawił po sobie: nowy ratusz, szkołę im. Adama Mickiewicza i kościół w osiedlu kolejowym, odnowiony kościół Świętego Ducha, dziesiątki domów, chodniki i kanalizację, ponadto szpital dla ubogich przy ul. Ducha Św. Miasto z uporządkowaną  polityką finansową, ze wzmocnioną policją i strażą pożarną. Jego następcą na stanowisku burmistrza miasta został dr Władysław Barbacki.
Imieniem Lucjana Lipińskiego została nazwana duża sala widowiskowa Małopolskiego Centrum Kultury "Sokół" w Nowym Sączu.